# Laurent Zeilig
Laurent Zeilig est un ingénieur du son français. 

## Filmographie partielle
- 1993 : Le Tronc de Bernard Faroux et Karl Zéro
- 1995 : Machaho de Rachid Benhadj et Belkacem Hadjaji
- 2000 : La Confusion des genres d'Ilan Duran Cohen
- 2001 : Yamakasi d'Ariel Zeitoun
- 2002 : Le Nouveau Jean-Claude, de Didier Tronchet
- 2002 : Peau d'ange de Vincent Pérez
- 2005 : L'Annulaire de Diane Bertrand
- 2005 : Un vrai bonheur, le film de Didier Caron
- 2006 : Prête-moi ta main d'Éric Lartigau
- 2007 : La Chambre des morts d'Alfred Lot
- 2007 : La Môme d'Olivier Dahan
- 2008 : Baby Blues de Diane Bertrand
- 2009 : Coco de Gad Elmaleh
- 2010 : La Rafle de Roselyne Bosch
- 2011 : Monsieur Papa de  Kad Merad
- 2012 : Les Seigneurs d'Olivier Dahan
- 2014 : 96 heures de Frédéric Schoendoerffer
- 2014 : Grace de Monaco d'Olivier Dahan

## Récompenses
- 2008 : César du meilleur son pour La Môme (avec Marc Doisne, Jean-Paul Hurier et Pascal Villard)